# 44 Boötis
44 Boötis è un sistema stellare di magnitudine 4,76 situato nella costellazione di Boote. Dista 42 anni luce dal sistema solare.

## Osservazione
Si tratta di una stella situata nell'emisfero celeste boreale. La sua posizione è fortemente boreale e ciò comporta che la stella sia osservabile prevalentemente dall'emisfero nord, dove si presenta circumpolare anche da gran parte delle regioni temperate; dall'emisfero sud la sua visibilità è invece limitata alle regioni temperate inferiori e alla fascia tropicale. La sua magnitudine pari a 4,8 fa sì che possa essere scorta solo con un cielo sufficientemente libero dagli effetti dell'inquinamento luminoso.
Il periodo migliore per la sua osservazione nel cielo serale ricade nei mesi compresi fra maggio e settembre; nell'emisfero nord è visibile anche per gran parte dell'autunno, grazie alla declinazione boreale della stella, mentre nell'emisfero sud può essere osservata limitatamente durante i mesi invernali australi.

## Caratteristiche fisiche
Si tratta di un sistema composto da una stella principale, 44 Boötis A, di sequenza principale giallo-bianca (tipo spettrale F) con una magnitudine apparente di +4,83. La sua compagna, 44 Boötis B, è una variabile W Ursae Majoris e inoltre una binaria spettroscopica. Le due componenti che formano la secondaria sono distanziate tra loro di poco più di un milione di km e la magnitudine di questa componente varia da +5,8 a +6,40 con un periodo di 6,43 ore.